# آلفرد، دوک ساکس کوبورگ و گوتا
آلفرد، دوک ساکس کوبورگ و گوتا (انگلیسی: Alfred, Duke of Saxe-Coburg and Gotha; ۶ اوت ۱۸۴۴ – ۳۰ ژوئیهٔ ۱۹۰۰) سیاستمدار، نظامی و آریستوکرات اهل پادشاهی متحد بریتانیای کبیر و ایرلند و فرزند ملکه ویکتوریا بود. 
وی از ۲۲ اوت ۱۸۹۳ تا زمان مرگش در سال ۱۹۰۰، دوک مستقل ساکس-کوبورگ و گوتا بود. او پسر دوم و فرزند چهارم ملکه ویکتوریا و پرنس آلبرت بود. او از سال ۱۸۶۶ تا زمانی که جانشین عموی پدری‌اش ارنست دوم به عنوان دوک حاکم ساکس-کوبورگ و گوتا در امپراتوری آلمان شد، به عنوان دوک ادینبورگ شناخته می‌شد.
وی برندهٔ جوایزی همچون نشان سلطنتی سرافیم، نشان فیل، نشان سنت پاتریک، نشان صلیب جنوبی، نشان گل خار، نشان لژیون دونور (صلیب بزرگ) و نشان بند جوراب شده‌است.